# Cajophora pentlandii
Cajophora pentlandii là một loài thực vật có hoa trong họ Loasaceae. Loài này được (Paxton ex Graham) G. Don ex Loudon mô tả khoa học đầu tiên năm 1855.